# Raggruppamento Congolese per la Democrazia
Il Raggruppamento Congolese per la Democrazia (in francese Rassemblement Congolais pour la Démocratie, "RCD") è stata un'organizzazione di guerriglieri congolesi tutsi, in parte Banyamulenge, che ebbe base a Goma e diede inizio alla Seconda guerra del Congo nel 1998 contro il Presidente Laurent Kabila, sostenuto dal governo del Ruanda. Nel 2003 si è trasformato in un partito politico.